# 卡尔克西努亚
卡尔克西努亚，是愛沙尼亞維爾揚迪縣穆尔吉市镇内的非独立市，距離拉脫維亞邊界甚近，曾是原卡尔克西市镇的行政中心。卡尔克西努亚面積3平方公里，2018年时人口数量为1,554人。

## 行政历史
1993年卡尔克西努亚取得城市地位，为独立的市镇。1999年卡尔克西努亚市及环绕其周边的卡尔克西市镇合并为卡尔克西市镇。2017年爱沙尼亚行政改革后，卡尔克西市镇和其他市镇一起合并为新的穆尔吉市镇。

## 外部連結
- 穆尔吉市镇官方网站 （页面存档备份，存于） （文）